# 圣马丁德克莱勒
圣马丹德克莱勒（法語：Saint-Martin-de-Clelles，法語發音：[sɛ̃ maʁtɛ̃ də klɛl]，意为“克莱勒的圣马丹”）是法国伊泽尔省的一个市镇，位于该省南部，属于格勒诺布尔区。

## 地理
圣马丹德克莱勒（44°50'44"N, 5°37'18"E）面积14.72 平方千米，位于法国奥弗涅-罗讷-阿尔卑斯大区伊泽尔省，该省份为法国东南部内陆省份，北起顺时针与安省、萨瓦省、上阿尔卑斯省、德龙省、阿尔代什省、卢瓦尔省和罗讷省。
与圣马丹德克莱勒接壤的市镇（或旧市镇、城区）包括：希希利亚讷、克莱勒、拉瓦尔、鲁瓦萨尔、圣米歇尔莱波特。
圣马丹德克莱勒的时区为UTC+01:00、UTC+02:00（夏令时）。

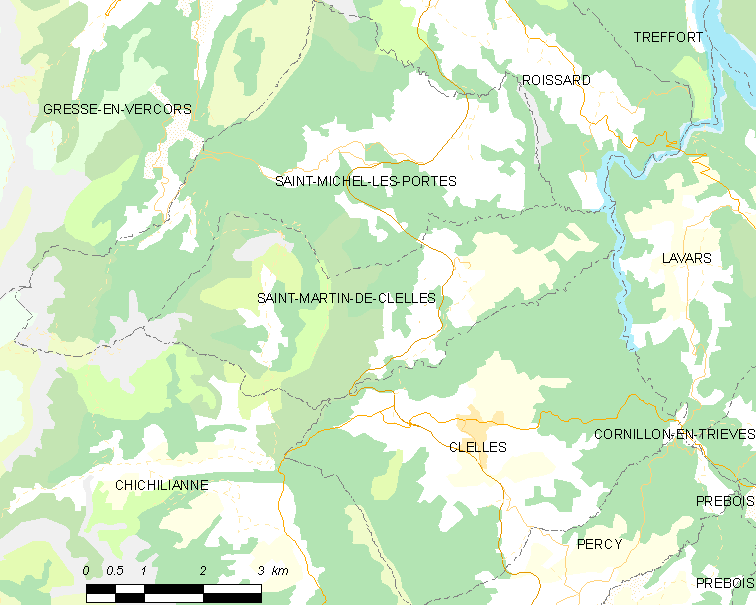
圣马丹德克莱勒的OSM定位图

## 行政
圣马丹德克莱勒的邮政编码为38930，INSEE市镇编码为38419。

## 政治
圣马丹德克莱勒所属的省级选区为马泰西讷-特列沃县。

## 人口

1962-2008年间圣马丹德克莱勒人口变化图示

圣马丹德克莱勒于2022年1月1日时的人口数量为184人。